# Ken Krawetz
Kenneth Patrick ("Ken") Krawetz est un homme politique canadien. Il est député de la circonscription provinciale de Canora-Pelly à l'Assemblée législative de la Saskatchewan sous la bannière du Parti Saskatchewanais, et est actuellement vice-premier ministre de la Saskatchewan.